# Última Hora (Paraguay)
Última Hora là một tờ báo được xuất bản ở Paraguay. Tờ báo này được thành lập vào năm 1973 với Isaac Kostianovsky, được gọi là "Kostia", cũng là biên tập viên sáng lập. Última Hora được thành lập như một tờ báo phát hành mỗi buổi tối nhưng sau đó tờ báo đã phát hành ấn bản buổi sáng vào năm 1999 và ngừng xuất bản ấn bản buổi tối vào năm 2002. Tờ báo còn ra mắt một phiên bản riêng cho ngày Chủ nhật vào năm 2004, sau 30 năm hoạt động từ thứ Hai đến thứ Bảy. 
Công ty mẹ Editorial El País do Antonio J. Vierci đã tiếp quản Última Hora vào tháng 3 năm 2003. 